# Площа Шевченка (Бровари)
Пло́ща Шевче́нка (у народі — Розви́лка) — площа у Броварах, розміщена на розвилці основних магістралей міста — вулиць Київської та Ярослава Мудрого. Названа на честь Тараса Григоровича Шевченка. До 2004 року — єдина площа міста. На території площі розташований парк імені Т. Г. Шевченка.

## Історія
На місці площі раніше розміщувалась Свято-Троїцька церква, також тут було перше розташування церкви Петра та Павла.
Раніше площа мала назву Базарна.
Історія площі розпочалася у 1923 році, коли на цьому місці скульптор Петро Верна виготовив пам'ятник у вигляді дерев'яного бюсту Тараса Шевченка. У 1939 році пам'ятник змінили на бетонний, а у 1964 — на гранітний. У 1930-х роках почали будувати площу, тож у 1936 році Свято-Троїцьку церкву, що була в аварійному стані[джерело?], знесли, на її місці побудували сквер.
1 грудня 2005 року за рішенням Броварської міської ради скверу та площі Шевченка надано статусу «історичної пам'ятики Броварів». 24 жовтня 2013 року рішення про надання площі такого статусу було скасоване.

## Реконструкція 2013 року
До березня 2014 року, до 200-ї річниці Тараса Шевченка, була запланована реконструкція площі. Згідно з проектом, у сквері з'явилися або мали з'явитися:
- оновлення пам'ятника Тарасу Шевченку — відкрите 14 вересня 2013 року;
- невеличка капличка;
- скульптурна група Кобзаря та персонажів із творів Шевченка;
- стела загиблим воїнам;
- пам'ятний знак на місці розташування церкви Святої Трійці — відкритий 14 вересня 2013 року;
- верба, посаджена руками Шевченка у Казахстані;
- майданчик для відпочинку;
- дитячі майданчики;
- кіоски для продажу сувенірів;
- місце для встановлення новорічної ялинки.

Оновлений сквер після реконструкції урочисто відкрили на 383-тю річницю міста Бровари 14 вересня 2013 року.

## Галерея

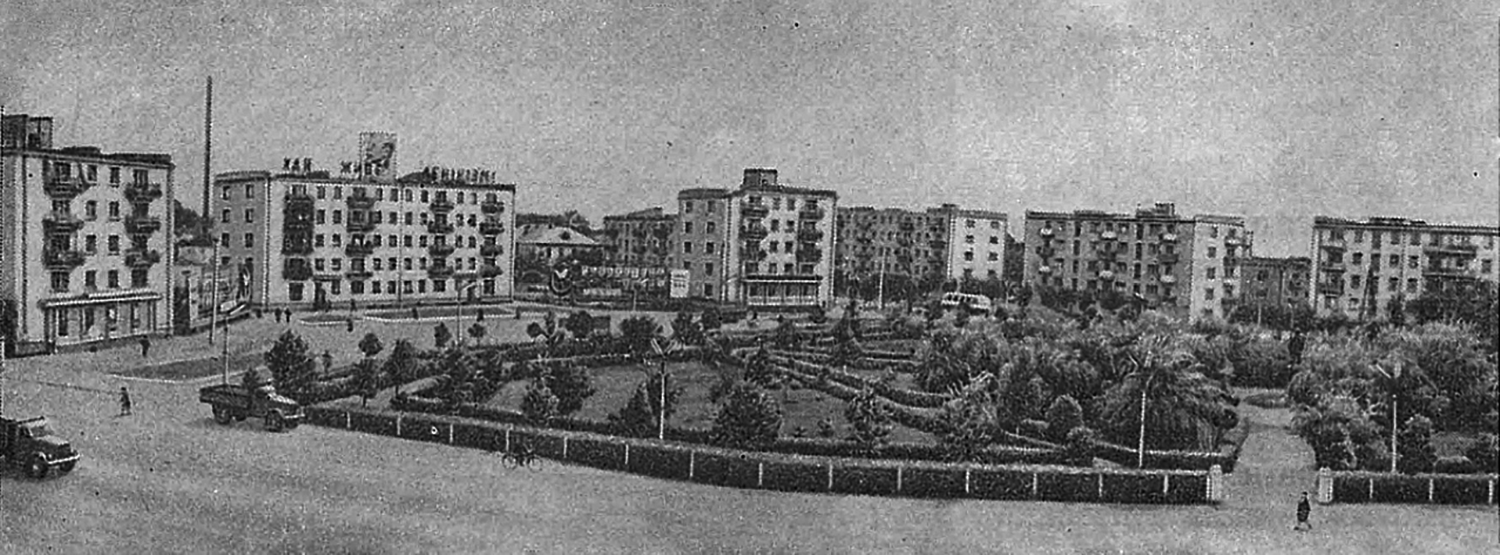
Площа Шевченка (1970 рік).
Площа Шевченка.
Пам'ятник Шевченку (до початку реконструкції 2013 року).
Поштово-кінній станції, де часто бував Тарас Шевченко.
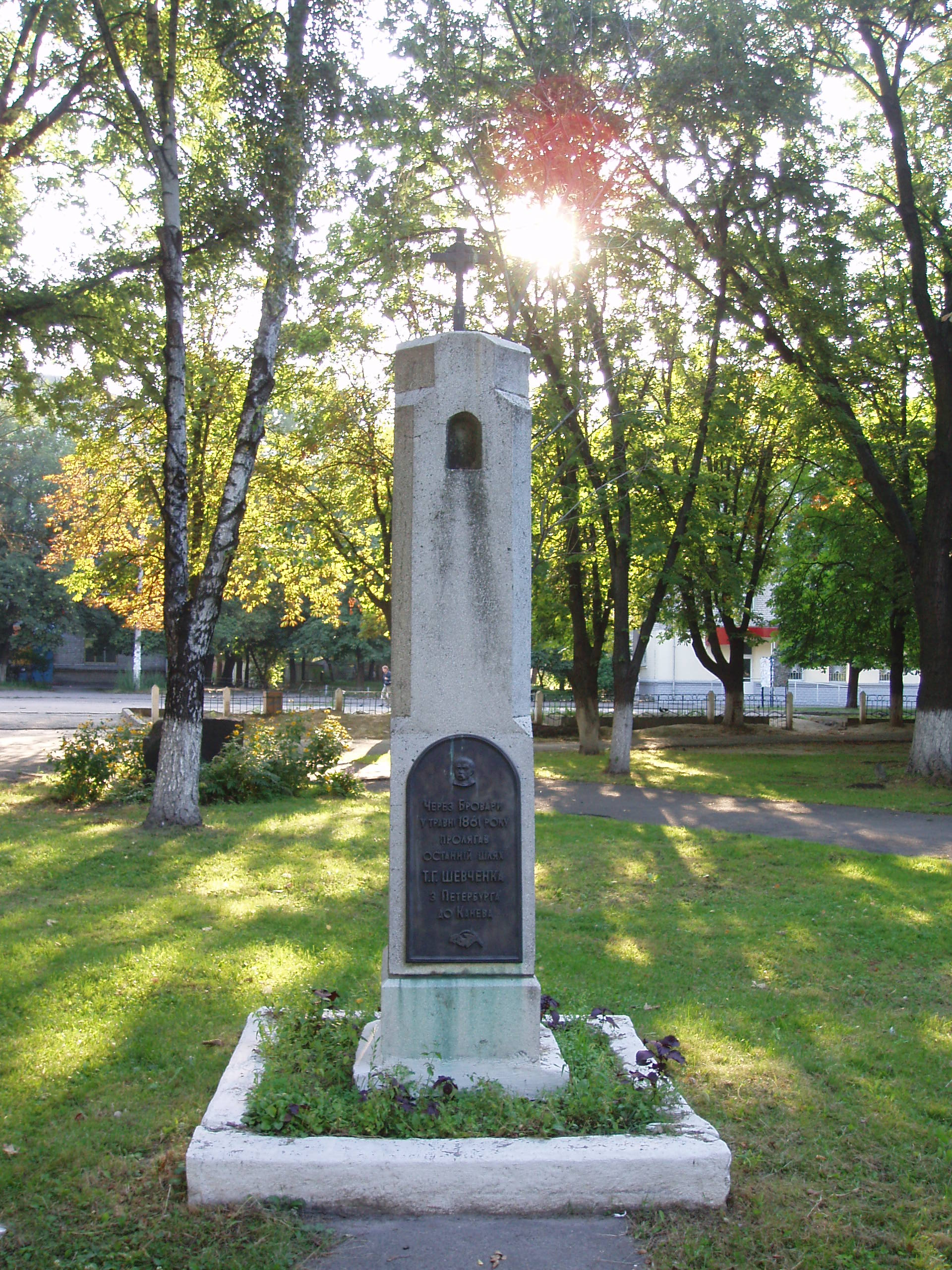
На відзначення 150-ї річниці похорону Тараса Шевченка.
Місце спочинку жертв Другої світової війни, що загинули під час бойових дій 1941—1943 років у м. Бровари.
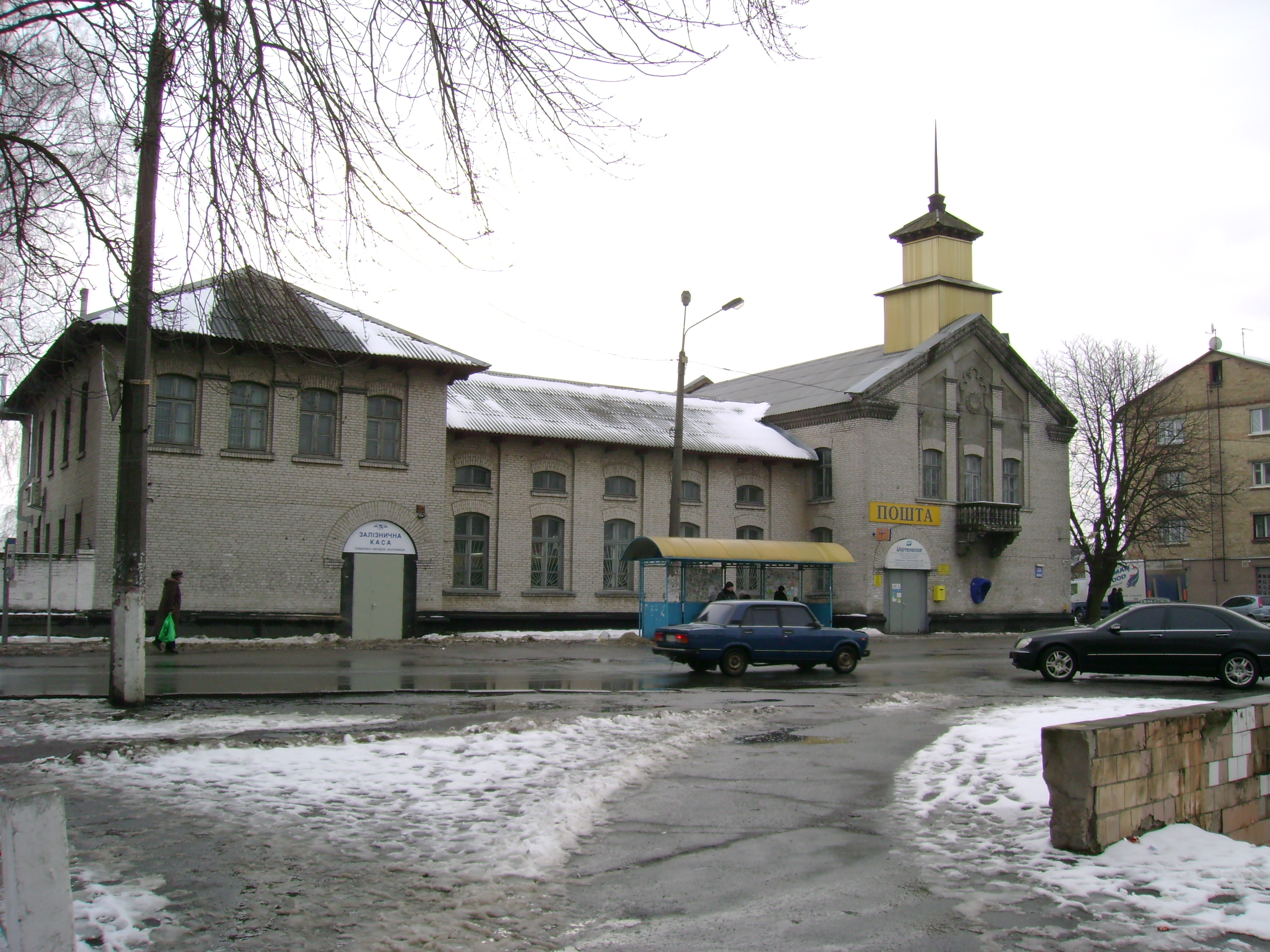
Стара пошта на Розвилці (2007 рік).
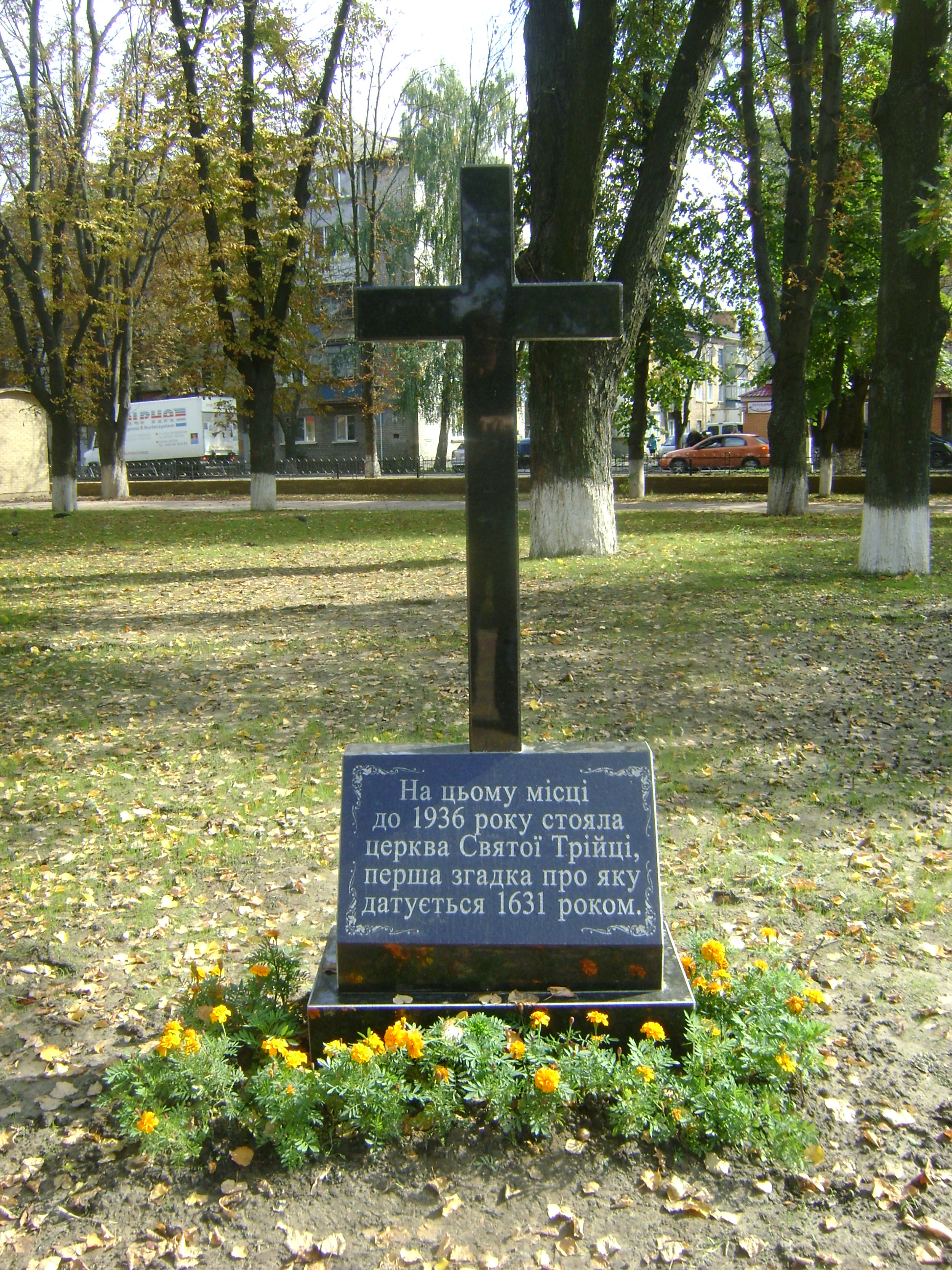
Пам'ятний знак церкві Святої Трійці (2013 рік).
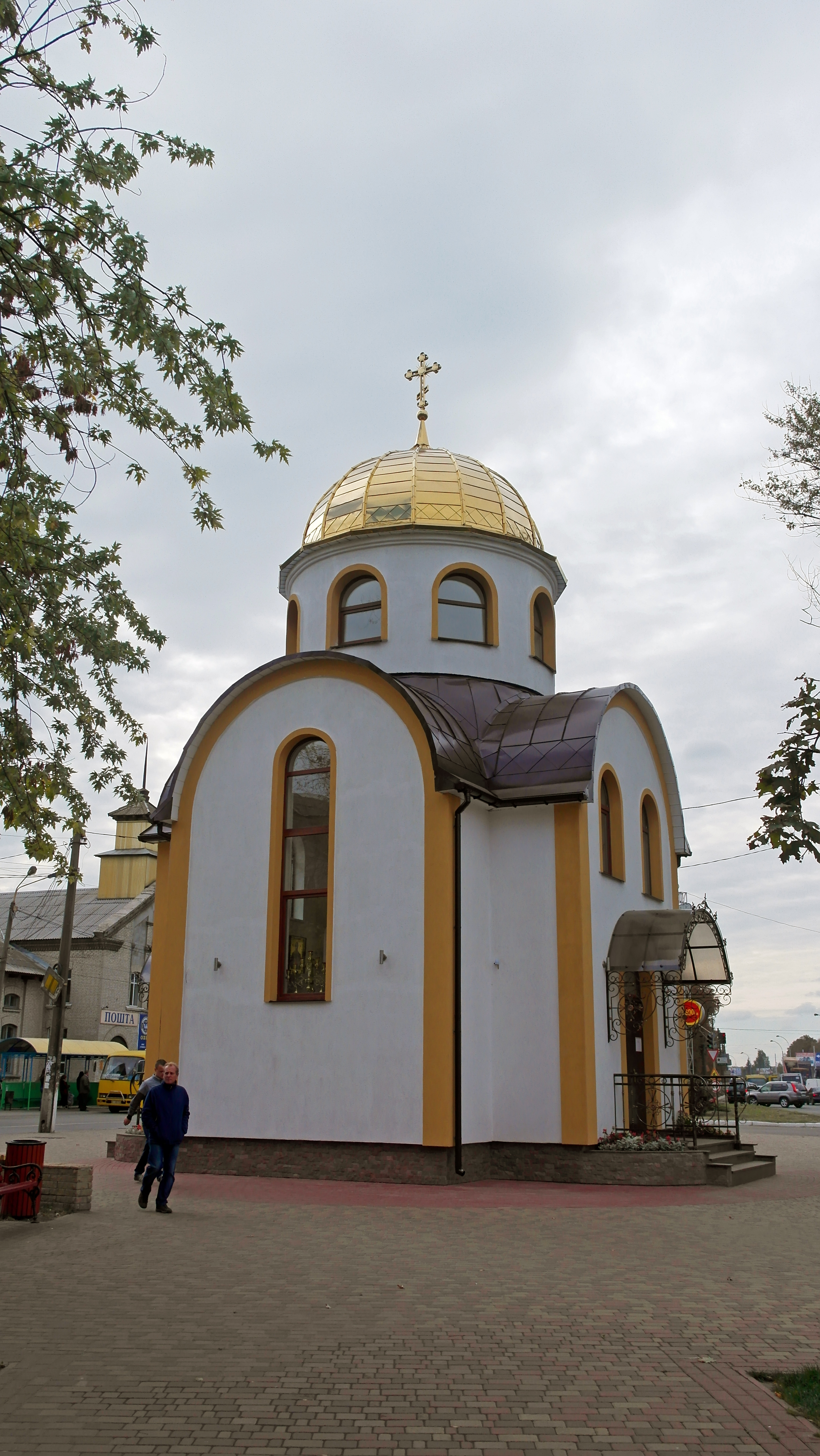
Храм Святого Тарасія, (УПЦ КП), Бровари